# Sukcese (ekologie)

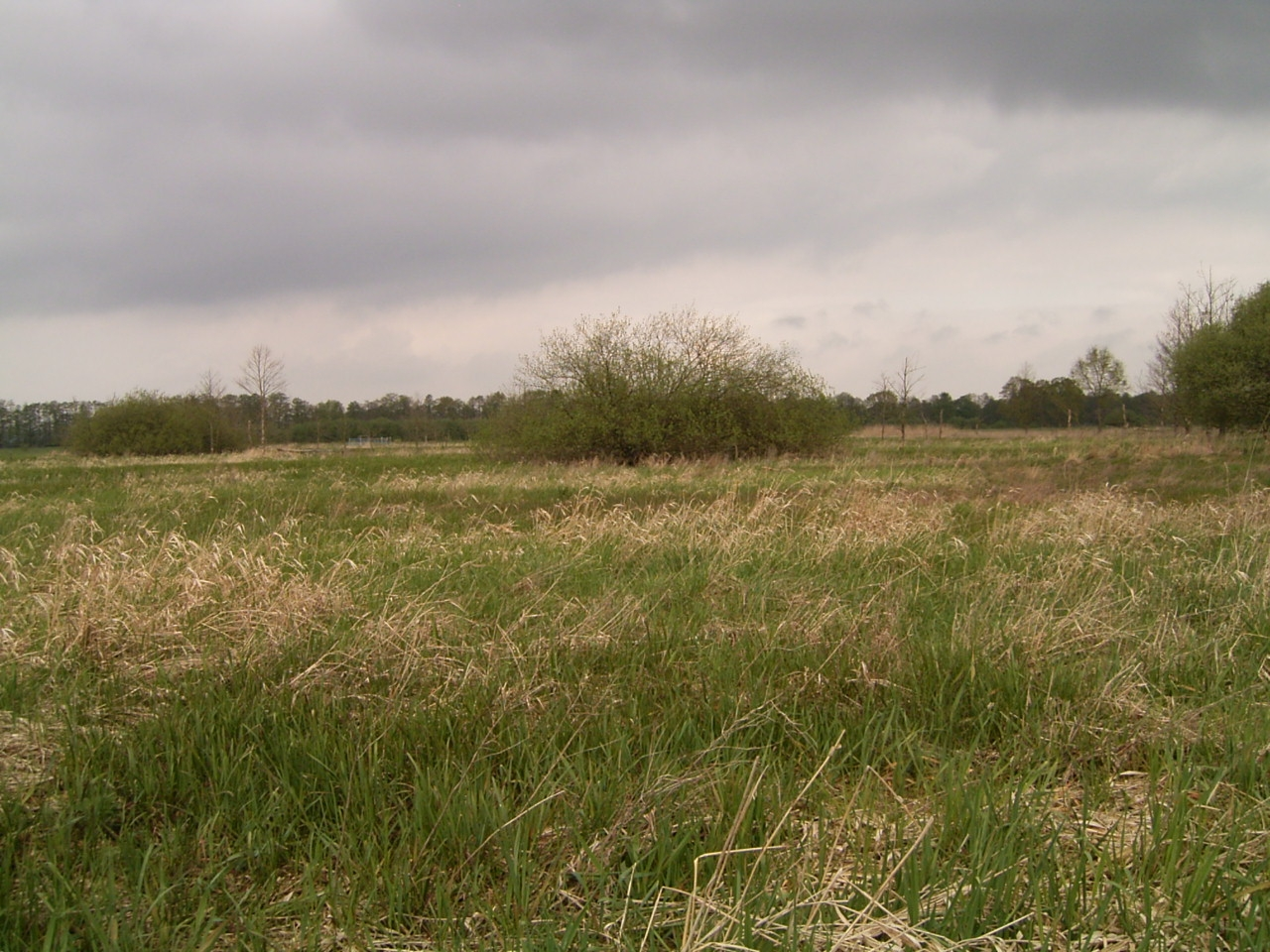
Začátek sukcese

Sukcese je ekologický termín označující vývoj a změny ve složení společenstev v ekosystému a představy o něm. Rozlišujeme tzv. primární sukcesi, odehrávající se de novo (tj. znovu, nově, od začátku) na novém území (čili popisující vznik společenstev) – např. na právě vzniklém sopečném ostrově (atolu); a sekundární sukcesi, která se zaobírá vývojem v již existujících společenstvech – například zarůstání uměle vzniklých a neudržovaných luk.

## Princip sukcese
Když rostliny rostou, mění své prostředí například vytvářením většího stínu nebo ovlivňováním úrodnosti půdy. Postupně se místo stane méně vhodné pro rostliny, které tam právě rostou, a vhodnější pro rostliny s odlišnými požadavky. Protože semena a výtrusy se snadno přenášejí vzduchem, začne se tu dařit mladým rostlinám jiných druhů a celé společenstvo se mění. Nakonec převládne zcela nová skupina rostlin, které zvítězily v boji o světlo, vodu a živiny. S postupem změn vegetace dochází i ke změnám živočišných populací, neboť tím, jak se střídají rostliny, se mění také dostupná potrava a nabízený úkryt pro živočichy.
Přírodní sukcese je řádný a předvídatelný sled změn v rostlinstvu osídlujícím určité území. Tyto změny pokračují tak dlouho, dokud se rostlinné společenstvo v určitém bodě neustálí a není dosaženo takzvaného klimaxového společenstva. Závisí na množství činitelů, zvláště na podnebí a půdních podmínkách, které rostliny patří do klimaxového společenstva. Trávy představují klimaxové společenstvo v euroasijské stepi a v srdci Severní Ameriky; smrky, jedle a jiné severské vždyzelené stromy dominují v rozsáhlých oblastech jižně od polárního kruhu; vrcholným stádiem v podmínkách ČR je les.

## Jak sukcese začíná
Oheň, sopečné výbuchy, prachové bouře, vichřice, ledovce, záplavy, povrchová těžba, tedy jakékoliv narušení vegetace může přerušit sukcesi, částečně nebo zcela obnažit půdu a nastavit znovu první stádia sukcese. (Obvykle zůstane na místě zbytek půdy a rostlin.) Prudký výbuch sopky Krakatoa nedaleko ostrova Jáva v roce 1883 zabil veškerý život v okolí tím, že povrch pokryl popelem a pyroklastickým materiálem. Během prvního roku se v popelu začaly objevovat trávy a jiné pionýrské rostliny; během padesáti let se ostrovy úplně pokryly vegetací a složení rostlin bylo téměř nerozeznatelné od složení na ostatních ostrovech v této oblasti. Případ z nedávné doby: obnova porostu v oblasti hory St. Helens na pacifickém pobřeží na severozápadě Spojených státu začala už v době, kdy výbuch sopky ještě dozníval. K přírodním procesům, které utvářejí krajinu, patří také lesní požáry způsobené často bleskem.

## Příklady v praxi
Místem, kde lze vidět sukcesi odehrávající se v čase, je např. dvůr anebo opuštěné místo. Když trávník nesečeme pravidelně anebo ponecháme pozemek bez zásahu, objeví se brzy plevele. Nejsou-li plevele s hlubokými kořenovými systémy zlikvidovány, zvítězí v soutěži o vodu a živiny nad trávami. Bez další péče osídlí pozemek časem keře a potom stromy.